# 小米滕山
47°02′26.5″N 8°41′05.2″E / 47.040694°N 8.684778°E

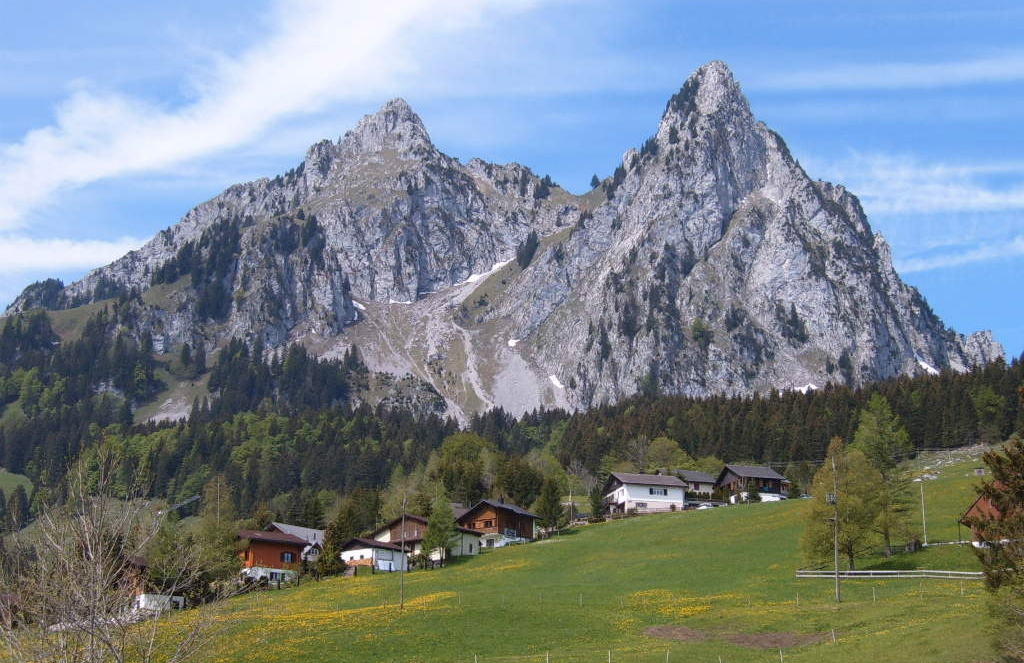

小米滕山（Kleiner Mythen），是瑞士的山峰，位於該國中部，由施維茨州負責管轄，屬於施維茨阿爾卑斯山脈的一部分，海拔高度1,811米，每年平均降雨量2,385毫米。

## 外部連結
- Kleiner Mythern on Hikr （页面存档备份，存于）